# Marginella rosea
Marginella rosea là một loài ốc biển, là động vật thân mềm chân bụng sống ở biển trong họ Marginellidae, họ ốc mép.

## Miêu tả

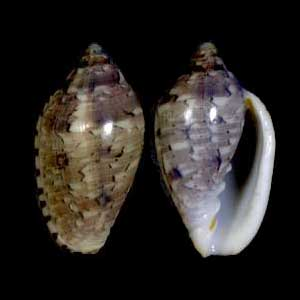
Hai phía vỏ ốc Marginella rosea